# Podili
Podili es una ciudad censal situada en el distrito de Prakasam en el estado de Andhra Pradesh (India). Su población es de 31145 habitantes (2011). Se encuentra a 182 km de Vijayawada y a 54 km de Ongole. 

## Demografía
Según el censo de 2011 la población de Podili era de 31145 habitantes, de los cuales 15681 eran hombres y 15464 eran mujeres. Podili tiene una tasa media de alfabetización del 71,98%, superior a la media estatal del 67,02%: la alfabetización masculina es del 80,36%, y la alfabetización femenina del 63,56%.